# Сьвідри (Олецький повіт)
Сьвідри (пол. Świdry, нім. Schwiddern) — село в Польщі, у гміні Олецько Олецького повіту Вармінсько-Мазурського воєводства.
Населення — 123 особи (2011).
У 1975-1998 роках село належало до Сувальського воєводства.

## Демографія
Демографічна структура станом на 31 березня 2011 року:
|          | Загалом | Допрацездатний вік | Працездатний вік | Постпрацездатний вік |
| -------- | ------- | ------------------ | ---------------- | -------------------- |
| Чоловіки | 61      | 16                 | 38               | 7                    |
| Жінки    | 62      | 17                 | 33               | 12                   |
| Разом    | 123     | 33                 | 71               | 19                   |